# Marc-André Dalbavie
Marc-André Dalbavie (Neuilly-sur-Seine, 10 febbraio 1961) è un compositore francese.

## Biografia
Ricevette le sue prime lezioni di musica all'età di 6 anni. Ha frequentato il Conservatorio di Parigi, dove ha studiato composizione con Marius Constant e orchestrazione con Pierre Boulez. Nel 1985 entrò nel dipartimento di ricerca dell'IRCAM dove studiò sintesi digitale, composizione assistita da computer e analisi spettrale. Nei primi anni '90 si trasferì a Berlino. Attualmente vive nella città di St-Cyprien e insegna orchestrazione al Conservatoire National Supérieur de Musique de Paris.
Nel 1994 ha ricevuto il Rome Prize. Lo stesso anno è uno dei tre compositori a vincere l'Ernst von Siemens Music Prize. Nel 1998 l'Orchestra di Cleveland lo ha nominato compositore in residenza (Daniel Lewis Fellow) per due anni. Nel 2004 è stato nominato Chevalier des Arts et Lettres dal Ministero della Cultura francese.

## Lavori selezionati

### Orchestra
- Les miroirs transparents (1986)
- Concertino (1994)
- The Dream of the Unified Space, concerto for orchestra (1999)
- Concertate il suono (2000)
- Color (2001)
- Ciaccona (2002)
- Palimpseste (2002)
- Rocks under the Water (2002)
- Sinfonietta (2005)
- Variations orchestrales (2006)
- La source d'un regard (2007)
- Melodia (2008)

### Concerti
- Diadèmes for viola solo, instrumental ensemble and electronic ensemble (1986)
- Violin Concerto (1996)
- Antiphonie, double concerto for clarinet, basset horn and orchestra (1999)
- La marche des transitoires for oboe and ensemble (2005)
- Piano Concerto (2005)
- Flute Concerto (2006)
- Concertino for Piano and String Orchestra (2007)
- Fantaisies for cello and ensemble (2008–09)
- Oboe Concerto (2009–10)
- Cello Concerto (2013)
- Vivaldi Fantasie for violin and orchestra or ensemble (2013)

### Camera
- Les paradis mécaniques for piccolo, flute, two clarinets, two trumpets, horn, two trombones, tuba and piano (1986)
- Élégie for flute solo (1990)
- Petit interlude for tuba or bass saxhorn solo (1992)
- Petit interlude for viola and piano (1992)
- In Advance of the Broken Time for flute, clarinet, violin, viola, cello and piano (1994)
- Tactus for clarinet, bassoon, horn, string quintet and piano (1996)
- Palimpseste, sextet for flute, clarinet, violin, viola, cello and piano (2002)
- Axiom, quartet for clarinet, bassoon, trumpet and piano (2004)
- Trio for violin, horn and piano (2005)
- Chant Récitation Danse for six percussionists (2007)
- Piano trio No. 1 (for piano, violin, and cello) (2008)
- Interlude for solo cello (2010)
- Piano Quartet (for piano, violin, viola, and cello) (2012)
- Quatuor à cordes (2012)

### Voce
- Seuils for soprano, orchestra and electronics (1991)
- Correspondances for soprano, alto, baritone, chamber ensemble and electronics (1997)
- Sextine Cyclus for soprano and chamber orchestra (2000)
- Ligne de fuite for solo voice (2001); words by Guy Lelong
- Double Jeu for soprano and two ensembles (2003); text by Ezra Pound
- Sonnets sur un poème de Louise Labé for countertenor and orchestra (2008)
- Trois Chansons Populaires for voice and orchestra (2013)

### Coro
- Instances for chorus (12 voices) and orchestra (1989)
- Offertoire for male chorus and orchestra (1995, for the Requiem of Reconciliation)
- Non-lieu for four groups of female chorus and ensemble (1997)
- Mobiles for chorus and orchestra (2001); words by Guy Lelong
- Comptines for children's chorus, harp, piano, and percussion (2005)

### Opere
- Gesualdo (premiered in Zurich in 2010)
- Charlotte Salomon (Festival di Salisburgo, 28 July 2014)
- Le Soulier de satin, opera in quattro giorni, in prima assoluta il 21 maggio 2021 all'Opéra Garnier
- Melancholie des Widerstands / Mélancolie de la résistance, opera cinematografica (prima mondiale il 30 giugno 2024 alla Staatsoper Unter den Linden di Berlino)[3]